# Рождённые в СССР (телепередача)
«Рождённые в СССР» — ежедневное ток-шоу на телеканале «Ностальгия». Интерактивная программа в прямом эфире. Встречи с известными людьми, звёздами экрана, эстрады, политики, спорта и телевидения. Ведущий — Владимир Глазунов. Прямой эфир с понедельника по четверг (c 22:00 до 23:00) по московскому времени. В выходные дни в это же время выходит дайджест выпусков.

## История
Один из телекритиков отмечал:
О ком программа? Среди её героев немало людей, чья деятельность отождествляется с СССР и именно с ним. Но немало и других… Юрий Лоза, Вячеслав Малежик, Николай Носков — звёзды, чьё творчество в советские годы не приветствовалось. Алиса Мон, чьё имя широкая публика узнала в самые-самые последние годы СССР. Инна Желанная, ставшая известной и вовсе после СССР, в 1990-е годы. Евгений Додолев — журналист перестроечной поры, чьё творчество того периода состояло в осуждении и отрицании советской системы. Руслан Аушев и Геннадий Бурбулис — люди, чья политическая карьера достигла пика уже после развала Союза… Но все эти уточнения в эфире неочевидны. Ведущий строит диалоги так, чтобы заретушировать негативное отношение героев к советскому периоду и подчеркнуть их якобы неотъемлемую принадлежность к «союзу нерушимому»…

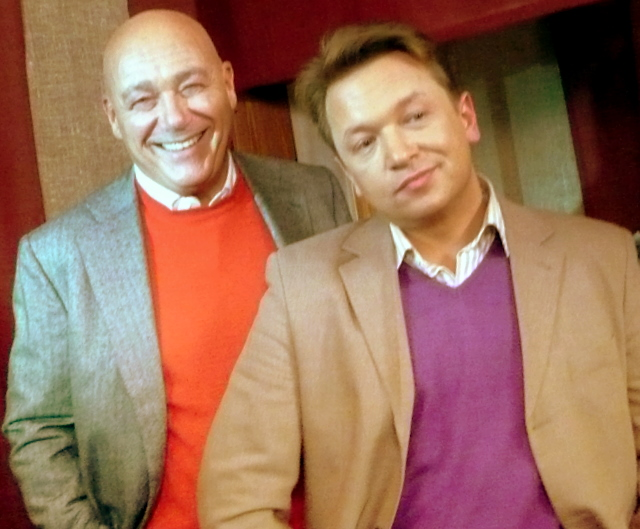
С Владимиром Познером
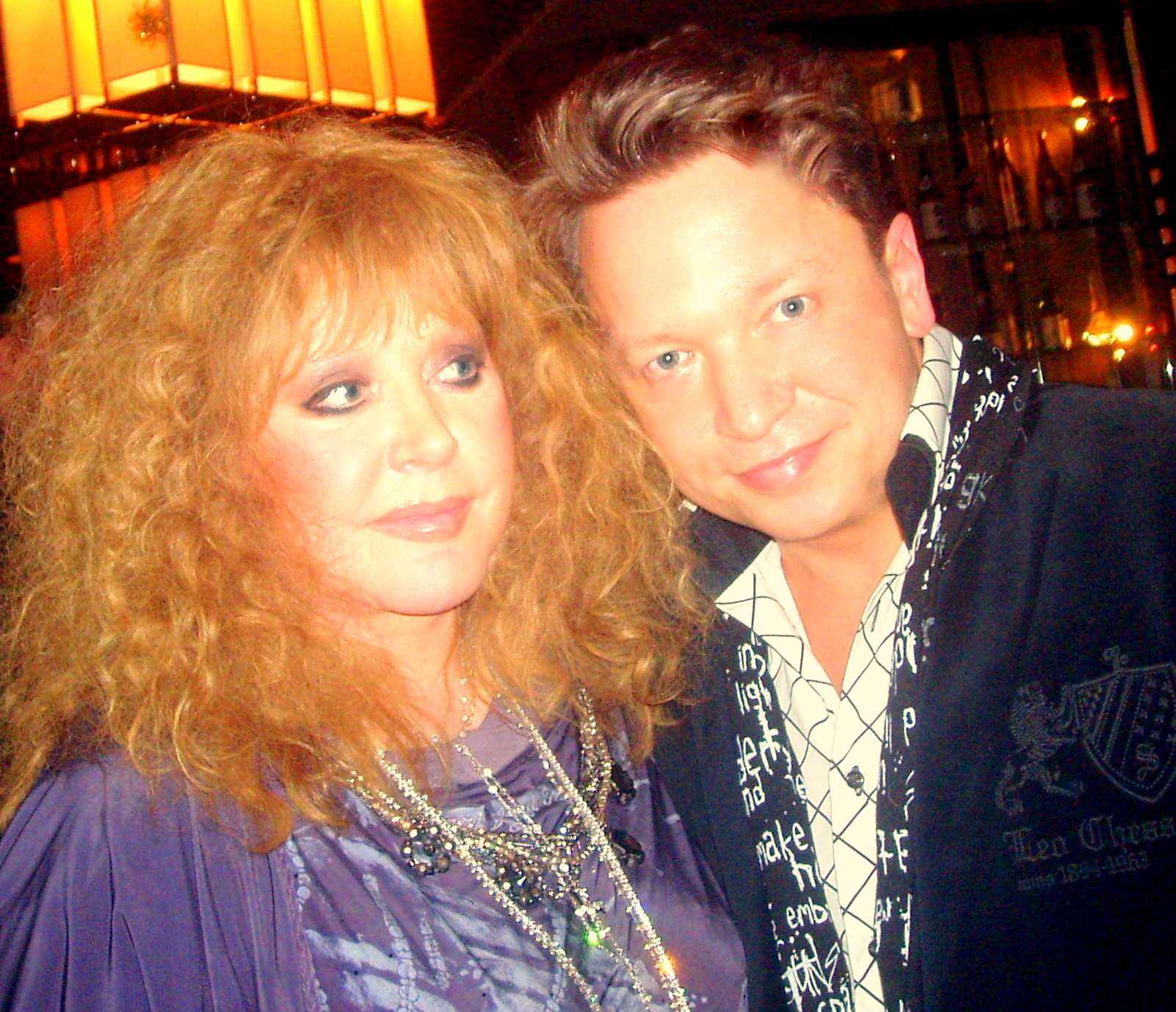
С Аллой Пугачёвой